# Victor de Cottens
Victor Jean Edgard Crinsoz de Cottens, dit Victor de Cottens, né aux Eaux-Vives (canton de Genève, Suisse) le 21 août 1862, et mort à Vichy le 26 février 1956, est un auteur dramatique, librettiste et critique de théâtre français d'origine suisse.

## Biographie
Ses pièces ont été représentées sur les plus grandes scènes parisiennes du XIXe siècle : Théâtre du Palais-Royal, Théâtre des Variétés, Théâtre du Châtelet, Théâtre Cluny, etc.

## Œuvres
- 1891 : Paris à l'ombre, revue expresse en 1 acte et 2 tableaux, avec Georges Guitty[4], à l'Éden-Concert (3 avril)
- 1891 : Mam'zelle Coquelicot, opérette en 1 acte, avec Georges Guitty, musique de Paul Monteux-Brisac, au Concert de la Cigale (30 octobre)
- 1892 : Les Deux Bidard, vaudeville en 1 acte, avec Georges Guitty, à la Cigale (16 septembre)
- 1892 : Tous à la scène, revue en 3 actes avec Paul Gavault, au Théâtre Moderne (31 décembre)
- 1893 : La Guerre aux chiens, vaudeville en 1 acte, avec Paul Gavault, au Concert de la Gaîté-Rochechouart (14 octobre)
- 1894 : Champignol compère malgré lui, revue en 2 actes et 4 tableaux, avec Paul Gavault, au Concert de la Fourmi (31 janvier)
- 1894 : Le Guet-apens, comédie en 1 acte, avec Paul Gavault, au théâtre du Gymnase (8 avril)
- 1895 : Fin de rêve, comédie dramatique en 3 actes, avec Paul Gavault, au théâtre de l'Athénée (4 janvier)
- 1895 : En chemise, revue en deux actes et cinq tableaux, avec Paul Gavault, à la Fourmi (19 janvier)
- 1896 : Ding ! Ding ! Don !, revue en deux actes et dix tableaux, avec Paul Gavault, à la Fourmi (16 janvier)
- 1896 : Napoléon malgré lui, opérette-bouffe à grand spectacle en 1 acte, avec Paul Gavault, à la Fourmi (3 avril)
- 1896 : Le Papa de Francine, opérette-vaudeville en 4 actes et 7 tableaux, avec Paul Gavault et Henri Chivot, musique de Louis Varney, au théâtre des Variétés (5 novembre)
- 1896 : Les Protocoleries de l'année, revue en deux actes et six tableaux, avec Paul Gavault, musique d'Alfred Patusset, au Ba-Ta-Clan (26 novembre)
- 1897 : Si qu'on irait, revue, avec Paul Gavault, au Concert de la Gaîté-Rochechouart (5 janvier)
- 1897 : Le Pompier de service, vaudeville-opérette en 4 actes et 7 tableaux, avec Paul Gavault, musique de Louis Varney, au théâtre des Variétés (18 février)
- 1897 : Paris-Automaboul, revue en 1 acte, avec Paul Gavault, au théâtre des Ambassadeurs (31 juillet)
- 1897 : La Faridondon, fantaisie en 1 acte, avec Paul Gavault, au Trianon (30 septembre)
- 1897 : Cocher, rue Boudreau !, revue en 3 actes et 8 tableaux, avec Paul Gavault, au théâtre de l'Athénée (19 décembre)
- 1898 : Les Demoiselles des Saint-Cyriens, opérette en 3 actes et 5 tableaux, avec Paul Gavault, musique de Louis Varney, au théâtre Cluny (22 janvier)[5]
- 1898 : Brin d'amour, comédie-vaudeville en 1 acte, au théâtre des Folies-Dramatiques (11 mai)
- 1898 : 22 ! les deux cocottes, vaudeville-opérette en 1 acte et 2 tableaux, avec Henry Darcourt, musique d'Henri Rosès, à la Scala (5 novembre)
- 1898 : Chéri !, comédie-vaudeville en 3 actes, avec Paul Gavault, au théâtre du Palais-Royal (13 décembre)[6].
- 1899 : La Voie lactée, revue en 2 actes, avec Paul Gavault, musique de Louis Varney, au théâtre des Variétés (7 février)
- 1899 : Un Monsieur de chez Maxim's, revue en 1 acte, avec Alfred Delilia, au théâtre Cluny (25 mars)
- 1899 : L'Élu des femmes, comédie en 4 actes, avec Pierre Veber, au théâtre du Palais-Royal (28 octobre)
- 1900 : Le Fiancé de Thylda, opérette en 3 actes, avec Robert Charvay, musique de Louis Varney, au théâtre Cluny (26 janvier)
- 1900 : Frégolinette, opérette en 1 acte, musique de Louis Varney, au théâtre des Mathurins (25 avril) lire en ligne sur Gallica
- 1900 : Mademoiselle George, opérette en 3  actes et 5 tableaux, avec Pierre Veber, musique de Louis Varney, au théâtre des Variétés (2 décembre) lire en ligne sur Gallica
- 1901 : Y a queue !, revue en deux actes et huit tableaux, au Concert de la Gaîté-Rochechouart (12 janvier)
- 1901 : La Dame du commissaire, comédie en 3 actes, avec Pierre Veber, au théâtre Cluny (20 avril)
- 1902 : Ça vaut l'coup, revue en 2 actes et 7 tableaux, au Concert de la Gaîté-Rochechouart (10 janvier)
- 1902 : Une Revue aux Folies-Bergère, revue en 2 actes et 14 tableaux, aux Folies-Bergère (8 mars)
- 1902 : Psst' ! Venez tous pêcher rue Bossu, revue locale et d'actualité en 3 actes, avec Eugène Maas[7], au Casino de Cannes (15 mars)
- 1902 : Miss ! Miss !, revue en 1 acte, au théâtre des Folies-Marigny (3 mai)
- 1903 : L'Oncle d'Amérique, pièce en 4 actes, avec Victor Darlay[8], au théâtre du Châtelet (20 novembre)
- 1904 : Country Girl (La Fleur des champs), opérette anglaise en 2 actes de James Tanner, adaptation française de Victor de Cottens et Arnold Fordyce, musique de Lionel Monckton, à l'Olympia (24 octobre)
- 1905 : Tom Pitt, le roi des pickpockets, pièce à grand spectacle en 4 actes et 18 tableaux, avec Victor Darlay, musique de Marius Baggers, au théâtre du Châtelet (2 mars)
- 1905 : Les 400 coups du diable, féerie à grand spectacle en 4 actes et 34 tableaux, avec Victor Darlay, au théâtre du Châtelet (23 décembre)
- 1906 : Pif ! Paf ! Pouf !, féerie en 3 actes, avec Victor Darlay, au théâtre du Châtelet (6 décembre)
- 1906 : La Revue des Folies-Bergère, revue en 2 actes et 15 tableaux, musique d'Alfred Patusset, aux Folies-Bergère (15 décembre)
- 1907 : Paris qui monte, revue en deux actes et huit tableaux, avec Léon Nunès, musique de Paul Monteux-Brisac, à la Cigale (25 octobre)
- 1907 : Le Prince de Pilsen, opérette américaine en 2 actes de Frank Pixley, adaptation française de Victor de Cottens et Pierre Veber, musique de Gustav Luders, à l'Olympia (14 décembre)
- 1915 : La Chasse aux Boches, opérette en 1 acte, avec Joseph Leroux et François Perpignan[9], aux Folies-Bergère (9 avril)
- 1915 : Hardi les poilus, revue en 2 actes, aux Folies-Bergère (9 avril)
- 1920 : La Poupée américaine, opérette en 3 actes, avec Adrien Vély[10], Armand Lévy et Fernand Rouvray[11], à l'Alcazar de Bruxelles (19 février)
- 1933 : Allo Nice ! Ici Paris !, revue en 3 actes et 30 tableaux, avec Charles Tutelier et José de Bérys, au Casino de la Jetée à Nice (4 septembre)
- 1935 : Voici Paris, revue de Charles Tutelier et Victor de Cottens à l'Elysée Palace de Vichy[12].

## Distinctions
- Officier d'Académie (arrêté du ministre de l'Instruction publique et des Beaux-Arts du 19 juillet 1891)[13].
- Officier de l'Instruction publique (arrêté du ministre de l'Instruction publique et des Beaux-Arts du 1er mars 1897)[14].